# オランダ領インド航空
オランダ領インド航空（Koninklijke Nederlandsch-Indische Luchtvaart Maatschappij、KNILM）は、オランダの植民地のオランダ領東インドに存在していた航空会社。

## 歴史

### 設立

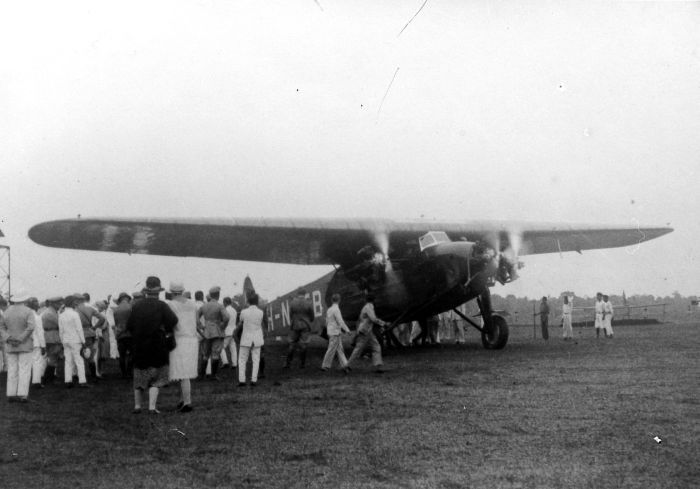
バンドン空港における初便就航。乗員、乗客、地上係員ともに白人のみでインドネシア人の姿は見えない（フォッカーF.XII型機、1928年11月1日）

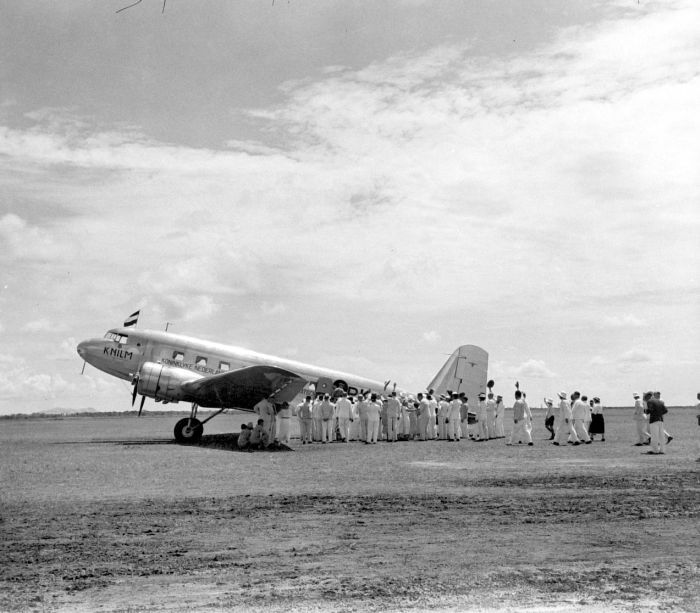
バンダルマシンへの初便就航（DC-3型機、1936年）

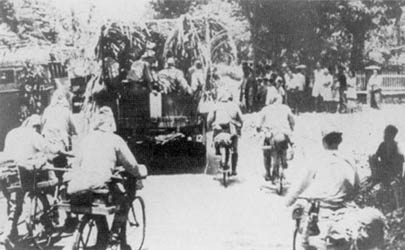
オランダ軍を放逐し、ジャワ島内を進軍する日本軍

1928年7月16日に、オランダが植民地として支配していたオランダ領東インド（現在のインドネシア）のオランダ人投資家らにより、オランダ領東インドのフラッグキャリアとして設立された。本社は宗主国のオランダのアムステルダムに置かれた。

### 植民地支配の道具
同年11月1日にバタビア（現在のジャカルタ） - バンドン、バタビア - スマラン路線の運航をフォッカーF.XII型機で開始した。その後パレンバンやメダン、デンパサール（クタ）やバリクパパン、バンジャルマシンなどオランダ領東インド域内へ路線網を広げ、オランダによるオランダ領東インドの植民地支配の道具として機能することとなる。
なお、当時宗主国のオランダがオランダ領東インドを植民地支配するにおいて、インドネシア人への高等教育を制限したほか、現地官吏へ登用しないなど徹底してインドネシア人を差別する政策を取ったことを受け、操縦士や整備士などの主要な社員はすべてオランダ人で固められており、インドネシア人は荷物の運搬などの単純作業しか担当させられていなかった。また乗客もオランダ人をはじめとする白人のみであった。

### 拡張
1933年には初の「国際線」としてイギリスの海峡植民地のシンガポールへの運航を開始し、その後1938年7月3日にはダーウィンなど複数拠点を経由してオーストラリアのシドニーへの運航を開始した。なお宗主国のオランダへの便は運航しておらず、KLMオランダ航空が南回りヨーロッパ線で運航していた路線にシンガポールで接続した。
その後も、タイ王国のバンコクや、アメリカの植民地であるフィリピンのマニラ、フランス領インドシナのサイゴンなどへチャーター便を含む国際線を広げた。なおマニラ線は、パンアメリカン航空のサンフランシスコ線へ接続した。また、1940年には、ドイツ軍のオランダ侵攻に伴い、KLMオランダ航空への納入が不可能になったダグラス DC-5を代わりに納入してもらい、世界でも数少ない同機のオペレーターとなった。

### 第二次世界大戦
その後1940年5月15日に、ドイツの侵攻をうけて宗主国のオランダは降伏し、王室や政府首脳陣などはイギリスへ逃亡しロンドンで亡命政府を創設した。以後、第二次世界大戦終結までオランダ本国はドイツの占領下におかれた。
一方、オランダ本国が降伏した後も、オランダ領東インドにおいてはオランダ亡命政府傘下となった在東インド植民地軍のオランダ人による植民地統治が続いていた。しかし1941年12月7日に大日本帝国との間に開戦し（蘭印作戦）、1942年3月1日には、上陸した日本軍との10日ほどの戦闘の後に在東インド植民地軍は全面降伏した。
これを受けて、オランダ領インド航空のオランダ人社員と所有機の多くはオランダと同じ連合国であるオーストラリアへと逃亡した。しかしダグラスDC-2やダグラスDC-5のいくつかは逃亡することが出来ず、日本軍に鹵獲されその後日本軍により現地で輸送機として使用された他、日本本土に移送され戦利品として展示された。
なお、オーストラリアへ逃げたオランダ領インド航空のダグラスDC-3のうち1機は日本軍によるブルーム空襲の際に、日本海軍の零式艦上戦闘機により撃墜された。残るダグラスDC-2やダグラスDC-3、ダグラスDC-5やデ・ハビランド DH.89 ドラゴン・ラピードなどは、同年5月にオーストラリア軍に編入されたほか、同盟国のアメリカ軍へ売却された。

### 独立戦争の勃発

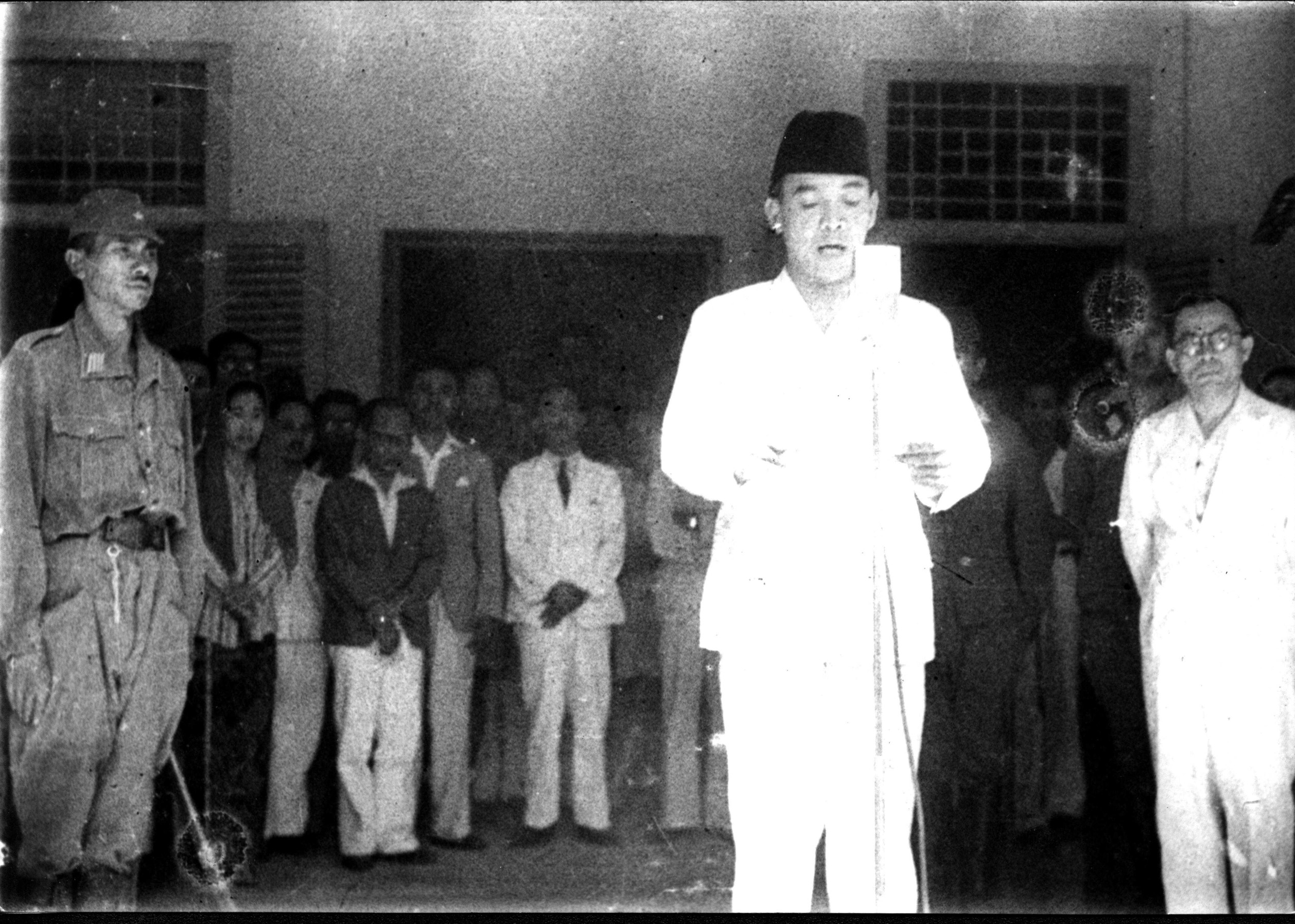
独立宣言を行うスカルノとハッタ（1945年8月17日）

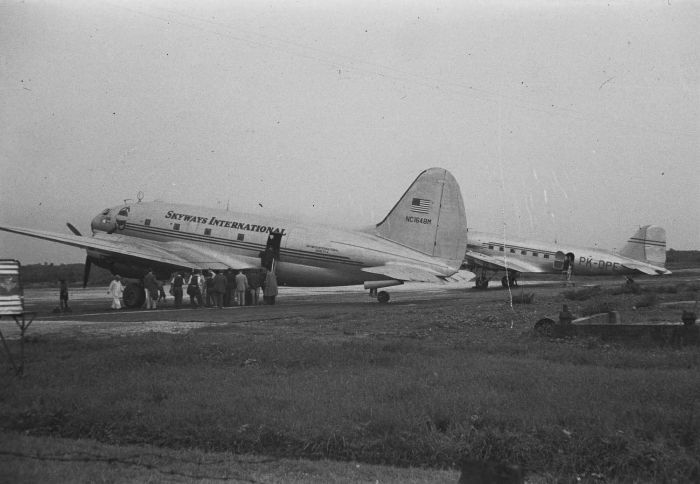
マカッサル空港に駐機するKLMのダグラスDC-3型機（1948年12月）

その後1945年8月15日に、オランダの植民地下におかれていた東インドからオランダ軍を放逐した日本が第二次世界大戦に敗北した。その2日後の8月17日には、日本軍のオランダ領東インドへの侵攻の前にオランダ軍によって捕えられていたものの日本軍によって解放され、その後日本からの協力と支援を受けて独立の準備を進めていた民族主義運動活動家のスカルノとモハマッド・ハッタが、「民族の名において」インドネシアの独立を宣言した。
しかし、第二次世界大戦の「戦勝国」となったオランダはその独立を認めず、帝国主義仲間のイギリスやその支配下にあるオーストラリアの協力のもとでインドネシアへの植民地支配を復活させようとしたが、スカルノやハッタらを指導者とした民族主義運動活動勢力との武力衝突が頻発した。その後これらの武力衝突はインドネシア独立戦争となり、本格的な戦争となった。
この様な状況下であったものの、インドネシアへの植民地支配を既成事実化させる目的もあり、オランダ政府は、オランダ領インド航空の域内路線の運航をオランダ領インド政府航空（NIGAT）の協力の元再開させた。

### 消滅
さらに1946年9月には、NIGATからリースしたダグラス DC-4で、初の長距離路線のバタビア-グアム-ホノルル-ロサンゼルス便の運航を開始した。しかし、ロサンゼルス便は採算がとれずに数カ月で廃止された上に、インドネシア独立戦争の影響で域内路線の運航もままならなくなったために資金難に陥ったオランダ領インド航空は、1947年8月1日に運航を停止した。
その後路線網や所有機はKLMオランダ航空に移管されたものの、第二次世界大戦により国力が疲弊しきっていたオランダは、もはや遠く離れた植民地を維持するだけの国力を持ち合わせていなかっただけでなく、植民地支配を行う大義名分も失い独立戦争に敗北し、1949年12月27日をもってインドネシアから撤収した。
オランダの撤収後、それまでKLMオランダ航空が運航していたインドネシア域内路線や国際線は、新たにインドネシアのフラッグ・キャリアとなったガルーダ・インドネシア航空に引き継がれた。

## 主な寄港地

### オランダ領東インド内線

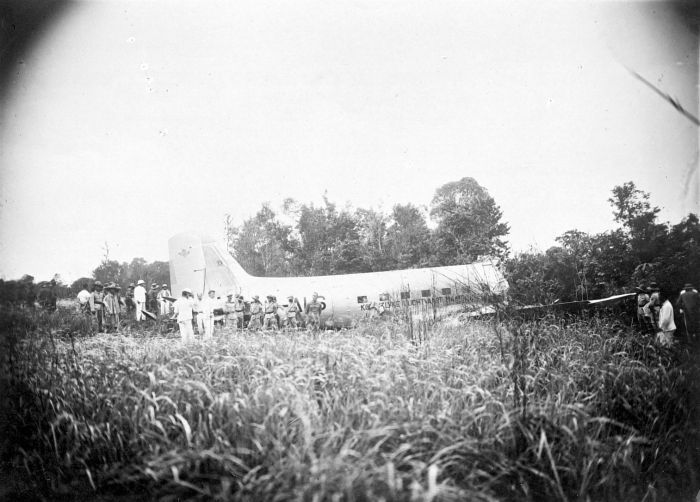
パレンバン近郊に墜落したDC-3型機（1938年）

- バタビア
- バンドン
- スマラン
- パレンバン
- メダン
- デンパサール
- バリクパパン
- バンジャルマシン
- マカッサル
- アンボン
- バンダ

### 国際線
- シンガポール
- バンコク
- サイゴン
- マニラ
- ダーウィン
- シドニー
- グアム
- ホノルル
- ロサンゼルス

## 主な運航機材
- フォッカー・F.7
- ダグラス DC-2
- ダグラス DC-3
- ダグラス DC-5
- ロッキード L-14 スーパーエレクトラ
- デ・ハビランド DH.89 ドラゴン・ラピード
- シコルスキーS38
- シコルスキーS43